# Тинн, Томас, 1-й маркиз Бат
Томас Тинн, 1-й маркиз Бат из Лонглита, графство Уилтшир (англ. Thomas Thynne, 1st Marquess of Bath; 13 сентября 1734 — 19 ноября 1796) — британский дворянин и политик, занимавший пост при короле Георге III. Он занимал должности секретаря Южного департамента и Северного департамента, лорда-лейтенанта Ирландии. В 1751—1789 года он был известен как 3-й виконт Уэймут. Возможно, он наиболее известен своей ролью в Фолклендском кризисе 1770 года.

## Ранняя жизнь
Он родился 13 сентября 1734 года. Старший сын и наследник Томаса Тинна, 2-го виконта Уэймута (1710—1751) от его жены Луизы Картерет (ок. 1712—1736), дочери Джона Картерета, 2-го графа Гренвиля, 2-го барона Картерета (1690—1763). Со стороны отца она была правнучкой Джона Гренвиля, 1-го графа Бата (1628—1701), а двоюродным братом её отца был Уильям Гренвиль, 3-й граф Бат (1692—1711), после смерти которого графство Бат вымерло.

## Семейное происхождение
Тинны происходят от сэра Джона Тинна (ок. 1515—1580), строителя Лонглит-хауса, семейного поместья в Уилтшире, который приобрел обширные поместья после роспуска монастырей. Сэр Джон был обязан своим богатством и положением благосклонности своего хозяина, лорда-протектора Эдварда Сеймура, 1-го герцога Сомерсета. Он был управляющим домом будущей королевы Англии Елизаветы I. Другим знаменитым предком был Томас Тинн (1648—1682), названный из-за своего богатства «Томом десяти тысяч» и прославленный Драйденом как Иссахар в Авессаломе и Ахитофел, который был убит в Лондоне в феврале 1682 года.

## Карьера
Он стал преемником своего отца в качестве 3-й виконт Уэймут в январе 1751 года и служил в качестве лорда-лейтенанта Ирландии в течение короткого времени, в течение 1765 года, хотя он никогда не бывал в этой стране. Занял видное место в британской политике, он был назначен на должность государственного секретаря Северного департамента в январе 1768 года и действовал с большой быстротой во время волнений, вызванных Джоном Уилксом на выборах в Мидлсексе 1768 года. Затем он подвергся нападению и клевете со стороны Уилкса, который впоследствии был исключен из Палаты общин.

## Фолклендский кризис
До конца 1768 года Томас Тинн был переведен из Северного департамента на должность государственного секретаря Южного департамента, но ушел в отставку в декабре 1770 года в разгар «Фолклендского кризиса», спора с Испанией по поводу владения Фолклендскими островами.

## Американская война за независимость
В ноябре 1775 года виконт Уэймут вернулся в свой прежний пост государственного секретаря Южного департамента, взяв на себя в дополнение обязанности, возложенные на северный департамент в течение нескольких месяцев в 1779 году, но осенью того же года он ушел с обеих должностей. Этот период охватывал американскую войну за независимость.

## Поздняя жизнь
Он был верховным управляющим королевского города Саттон-Колдфилд с 1781 года до своей смерти в ноябре 1796 года, став 1-м маркизом Бата 18 августа 1789 года. Титул графа Бата, который носил его предок из рода Гренвилей, тогда был недоступен, так как он был воссоздан для члена семьи Палтни.

## Брак и дети
22 марта 1759 года в Лондоне Томас Тинн женился на леди Элизабет Бентинк (27 июля 1735 — 12 декабря 1825), дочери Уильяма Бентинка, 2-го герцога Портленда (1709—1762), и коллекционера произведений искусства Маргарет Бентинк, герцогини Портленд (1715—1785), с которой у него было три сына и четыре дочери, в том числе:
- Леди Генриетта Тинн (16 ноября 1762 — 31 мая 1813)[8], муж с 1799 года Филип Стэнхоуп, 5-й граф Честерфилд (1755—1815)
- Леди София Тинн (19 декабря 1763 — 9 апреля 1791)[9], муж с 1784 года Джордж Эшбернем, 3-й граф Эшбернем (1760—1830)
- Томас Тинн, 2-й маркиз Бат (25 января 1765 — 27 марта 1837), старший сын и наследник[10].
- Леди Мария Тинн (1 августа 1767 — март 1768), жена Осборна Маркхэма (1769—1827)[11][12]
- Леди Изабелла Тинн (род. 1 октября 1768), незамужняя[13]
- Джордж Тинн, 2-й барон Картерет (23 января 1770 — 19 февраля 1838), политик и член Палаты общин, который унаследовал титул 2-го барона Картерета в 1826 году после смерти своего бездетного дяди, Генри Картерета, 1-го барона Картерета (1735—1826). С 1797 года женат на достопочтенной Гарриет Кортни (1771—1836), дочери Уильяма Кортни, 2-го виконта Кортни. Их брак был бездетным.
- Джон Тинн, 3-й барон Картерет (28 декабря 1772 — 10 марта 1849), женат с 1801 года на Мэри Энн Мастер (ок. 1778—1863), дочери Томаса Мастера, но детей не имел.

## Персонаж
1-й маркиз Бат был человеком значительных способностей, особенно как оратор. По современным стандартам, его повадки были грубыми, напоминающими повадки его друга и частого спутника Чарльза Джеймса Фокса. Хорас Уолпол часто ссылается на свою праздность и пьянство, и, по крайней мере, в молодости «его огромное состояние было испорчено такой обильной игрой, что его дом часто был полон судебных приставов».